# Левчик Валентина Миколаївна
Валентина Миколаївна Левчик (20 жовтня 1924, село Сибереж, тепер Ріпкинського району Чернігівської області — ?, село Дмитрівка Золотоніського району Черкаської області) — українська радянська діячка, доярка колгоспу «Більшовик» Золотоніського району Черкаської області. Герой Соціалістичної Праці (26.02.1958). Депутат Верховної Ради УРСР 6—10-го скликань.

## Біографія
Народилася в селянській родині. Освіта неповна середня. 
Під час німецько-радянської війни була вивезена на роботу в Німеччину.
З 1945 року — колгоспниця, з 1953 року — доярка колгоспу «Більшовик» села Дмитрівки Золотоніського району Черкаської області.
Член КПРС з 1958 року.
Потім — на пенсії в селі Дмитрівка Золотоніського району Черкаської області.

## Нагороди
- Герой Соціалістичної Праці (26.02.1958)
- два ордени Леніна (26.02.1958;)
- ордени
- медалі
- заслужений працівник сільського господарства Української РСР (1974)